# Saúde sexual
A saúde sexual refere-se às áreas da medicina envolvidas com a reprodução humana e comportamento sexual, as doenças sexualmente transmissíveis, os métodos contraceptivos, anticoncepcionais, entre outros.
A saúde reprodutiva implica que pessoas são capazes de ter uma responsável, gratificante e mais segura vida sexual, e que têm a capacidade de reproduzir e a liberdade de decidir-se: quando e com que frequência fazê-lo. Implícito neste ponto está o direito de homens e mulheres para serem informados e ter acesso aos seguros, eficazes, acessíveis e aceitáveis métodos de regulação da fecundidade da sua escolha e o direito de acesso aos serviços de saúde adequados, aos cuidados que permitam que as mulheres prossigam em segurança com a gravidez, e ao parto adequado, que proporcione aos casais as melhores possibilidades de ter um bebê saudável.